# Войккаа
Войккаа (фин. Voikkaa) — район Коувола и базовая статистическая единица, включающий агломерацию в северной части бывшего города Куусанкоски, к востоку от реки Кюмийоки. В Войккаа до 2006 года работала бумажная фабрика.

## Части района
Жилые районы:
- Центр Войка (Voikkaan keskusta)
- Сикомяки (Sikomäki)
- Виртакиви (Virtakivi)
- Сипинмяки (Sipinmäki)
- Хирвеля (Hirvelä)

Торгово-промышленные районы:
- Центр Войка
- Фабричный и деловой район

Услуги и магазины:

Расположение Войка на карте города Коувола

- Сетевой продовольственный магазин Sale Voikkaa[1]
- Аптека Voikkaan apteekki[2]
- Сетевой продовольственный магазин K-Market Woikantori[3]
- Заправочная станция St1 Voikkaa[4]

## Достопримечательности
Церковь Войка представляет собой деревянную церковь и принадлежит приходу Куусанкоски Коувольского волостного объединения. Первоначально церковь была построена как молитвенная комната в 1925 году по плану Вольмари Форсберга. Здание было преобразовано из молитвенной комнаты в церковь в 1961 году по чертежам Вейкко Ларкаса. Зал церкви вмещает 600 человек. В флигеле церкви находится приходской дом. Вейкко Ларкас разработал мозаику алтаря церкви с крестом на небольшом плиточном фоне. Отдельная звонница церкви построена в 1959 году.